# Euskobizia
Euskobizia ou "le webdo des Basques d'ici et d'ailleurs" était édité par Vasconimedia, association loi de 1901 (créée le 26 janvier 2004) qui souhaitait promouvoir l'information touchant les territoires et la diaspora basque, ainsi que les échanges avec tout amateur du Pays basque, par le biais de divers supports média.
L'information (entièrement gratuite et plutôt régionale, donc) y était consultable de deux façons : par la rubrique provinces (Soule, Basse-Navarre, Labourd, Biscaye, Haute-Navarre, Alava, Guipuscoa, et diaspora), ou par la rubrique thématique (culture, insolite, politique, économie et social, sports, terre et mer).

## Historique
Ce site web de presse online a été imaginé en 2003 par trois correspondants de la presse locale couvrant le secteur de la Soule (cantons de Mauléon-Licharre et de Tardets dans le département des Pyrénées-Atlantiques). Après un an de réflexion et de mise au point, sans oublier l'apport technique vital du béarnais philanthrope David Castéra, le site a vu le jour le 25 décembre 2004. Il se déclinait en quatre langues : français, basque, espagnol et anglais, mais la traduction de chaque article publié était loin d'être systématique.

## Développement
En 2005, et jusqu'à 2009 surtout axé sur la Soule de par la provenance des auteurs, le site avait pour vocation de se développer sur la globalité du Pays basque nord, ou français (Iparralde en langue basque), mais aussi sur le Pays basque sud ou espagnol (Hegoalde en langue basque). La population basque s'est disséminée sur toute la surface du globe au fil des siècles, gardant et revendiquant ses racines sur les terres d'accueil. Euskobizia se proposait aussi de parler de ces gens qui sont partis, mais surtout d'aider à maintenir le lien avec la terre d'origine.

## La fin
Par manque de bénévoles, et de financements qui auraient pu aider à son développement et à sa professionnalisation, Euskobizia a définitivement fermé ses portes le 15 avril 2009, après 5 années d'existence. L'association Vasconimedia, qui portait le projet a été dissoute en même temps.